# Indywidualne Mistrzostwa Polski w Zapasach 2008

## Mistrzostwa Polski w Zapasach2008

### Kobiety
16. Mistrzostwa Polski – 19–20 września 2008, Brójce–Trzciel

### Mężczyźni
- styl wolny

61. Mistrzostwa Polski – 19–20 września 2008, Kraśnik
- styl klasyczny

78. Mistrzostwa Polski – 26–27 września 2008, Wrocław

## Medaliści

### Kobiety
| Kategoria: | Złoto:                             | Srebro:                               | Brąz:                                                               |
| 48 kg      | Iwona Sadowska Agros Żary          | Julita Omilusik Heros Czarny Bór      | Anna Łukasiak AZS-AWF Warszawa Agnieszka Rakoczy Zagłębie Wałbrzych |
| 51 kg      | Roksana Zasina ZTA Zgierz          | Natalia Kuśmińska Zagłębie Wałbrzych  | Dominika Osocka Agros Żary Sandra Pachnik WLKS Siedlce              |
| 55 kg      | Anna Zwirydowska ZTA Zgierz        | Sylwia Bileńska Dąb Brzeźnica         | Renata Omilusik Heros Czarny Bór Marta Podedworna Agros Żary        |
| 59 kg      | Agata Pietrzyk Suples Kraśnik      | Małgorzata Kruza AZS-AWF Warszawa     | Krystyna Guz Cement Gryf Chełm Joanna Kołodziej Heros Czarny Bór    |
| 63 kg      | Paulina Grabowska Gwardia Warszawa | Marzena Michalik Agros Żary           | Anna Kowalczyk WLKS Siedlce Monika Skiba AZS-AWF Warszawa           |
| 67 kg      | Monika Michalik Orlęta Trzciel     | Karina Pach Sobieski Poznań           | Joanna Dźwigałowska Gwardia Warszawa Agata Lada WLKS Siedlce        |
| 72 kg      | Agnieszka Wieszczek ZTA Zgierz     | Małgorzata Zonenberg Heros Czarny Bór | Anna Piwoni Spartakus Pyrzyce Marta Śliwińska WLKS Siedlce          |

### Mężczyźni

#### Styl wolny
| Kategoria: | Złoto:                                   | Srebro:                            | Brąz:                                                                  |
| 55 kg      | Adrian Hajduk Slavia Ruda Śląska         | Adam Bieńkowski AKS Białogard      | Robert Rogalewicz Grunwald Poznań Adam Słowiński LKS Ceramik Krotoszyn |
| 60 kg      | Sebastian Kaczmarczyk GKS Górnik Łęczna  | Krzysztof Bieńkowski AKS Białogard | Maciej Jakóbczyk Suples Kraśnik Radosław Kisiel Grunwald Poznań        |
| 66 kg      | Damian Jakóbczyk Suples Kraśnik          | Łukasz Góral GKS Górnik Łęczna     | Sebastian Pawlak Suples Kraśnik Wojciech Sadowski AKS Białogard        |
| 74 kg      | Krystian Brzozowski GKS Górnik Łęczna    | Andrzej Grzelak Korona Koronowo    | Marcin Miłkowski LKS Ceramik Krotoszyn Tomasz Rogisz Grunwald Poznań   |
| 84 kg      | Radosław Marcinkiewicz GKS Górnik Łęczna | Maciej Balawender Grunwald Poznań  | Kamil Skaskiewicz AKS Białogard Bartosz Sofiński Grunwald Poznań       |
| 96 kg      | Mateusz Gucman Grunwald Poznań           | Radosław Dublinowski AKS Białogard | Szymon Stasierski LKS Ceramik Krotoszyn Paweł Szwenk AKS Białogard     |
| 120 kg     | Bartłomiej Bartnicki GKS Górnik Łęczna   | Radosław Jankowski Grunwald Poznań | Arkadiusz Kordus Grunwald Poznań Robert Wajszczuk Podlasie Białystok   |

#### Styl klasyczny
| Kategoria: | Złoto:                                   | Srebro:                                    | Brąz:                                                                    |
| 55 kg      | Radosław Bierzanowski Cement Gryf Chełm  | Krzysztof Jończyk AKS Piotrków Trybunalski | Damian Skulski Agros Żary Kamil Sokołowski Olimpijczyk Radom             |
| 60 kg      | Edward Barsegjan Cartusia Kartuzy        | Mariusz Łoś Agros Żary                     | Paweł Matuszyński Olimpijczyk Radom Edgar Pogosjan Cartusia Kartuzy      |
| 66 kg      | Sylwester Charzewski Cement Gryf Chełm   | Tomasz Świerk Zagłębie Wałbrzych           | Mariusz Furgał Wisłoka Dębica Maciej Szczepanik AKS Piotrków Trybunalski |
| 74 kg      | Julian Kwit Śląsk Wrocław                | Jakub Tim Sobieski Poznań                  | Damian Janikowski Śląsk Wrocław Krzysztof Kowalski Wisłoka Dębica        |
| 84 kg      | Michał Jaworski AKS Piotrków Trybunalski | Andrzej Jaworski AZS-AWF Warszawa          | Piotr Hader Legia Warszawa Paweł Poślad Śląsk Wrocław                    |
| 96 kg      | Marcin Olejniczak Sobieski Poznań        | Andrzej Deberny AKS Piotrków Trybunalski   | Przemysław Malinowski AZS-AWF Warszawa Seweryn Szreder AZS-AWF Warszawa  |
| 120 kg     | Marek Mikulski Legia Warszawa            | Kamil Błoński Unia Racibórz                | Sebastian Grzelczyk PTC Pabianice Artur Salachna Śląsk Wrocław           |